# Botanisches Magazin (Römer & Usteri)
}}
Botanisches Magazin (Römer & Usteri) (abreviado Bot. Mag. (Römer & Usteri)) fue una revista con ilustraciones y descripciones botánicas que fue editada en Zúrich desde  1787 hasta 1790, publicándose 4 números.